# De jood in de doornstruik
De jood in de doornstruik of De jood in de doornhaag is een sprookje dat werd genoteerd door de gebroeders Grimm voor Kinder- und Hausmärchen met volgnummer KHM110. De oorspronkelijke naam is Der Jude im Dorn.

## Het verhaal
Een knecht werkt hard en opgewekt voor zijn meester en de rijke man geeft hem na een jaar geen loon, zodat hij langer blijft. De knecht klaagt niet en zo gaat dit drie jaren, waarna hij toch om zijn loon vraagt. De knecht krijgt drie centen van de vrek en denkt een kapitaal te hebben. Hij loopt over bergen en door dalen en komt een klein mannetje tegen bij een struik. Deze vraagt waar de vrolijke Frans heen gaat, hij ziet dat hij niet gebukt gaat onder zorgen. De man vertelt dat hij drie centen als loon heeft gekregen voor drie jaren harde arbeid en het mannetje zegt dan dat hij arm is. Hij wil de drie centen en krijgt deze ook, waarna hij vertelt voor elke cent een wens in vervulling te laten gaan.
De knecht wenst een jachtgeweer waarmee alles raak geschoten wordt en een fiedel die iedereen aan het dansen maakt. Als derde wenst hij dat niemand een verzoek van hem kan weigeren en het mannetje pakt de spullen en geeft ze aan de knecht. De knecht ontmoet een jood met een lange geitenbaard en deze luistert naar een vogel, hij wil het dier vangen en de knecht schiet het dier neer. Het valt in de doornhaag en de jood wil hem pakken, maar dan begint de knecht te spelen. De jood moet dansen en raakt gewond in de scherpe dorens. Hij biedt goud als de knecht ophoudt met spelen en de jood kijkt hem na. Pas als de knecht uit zicht verdwenen is, scheldt de jood hem na en gaat naar de rechter in de stad. Hij vertelt dat hij beroofd en mishandeld is en de knecht wordt opgepakt.
De knecht zegt dat hij de jood niet heeft aangeraakt en het geld niet heeft afgepakt, maar dat hij dit vrijwillig heeft gegeven om hem te laten stoppen met zijn muziek. De jood zegt dat hij liegt en ook de rechter gelooft hem niet, waarna de knecht tot de galg veroordeeld wordt. Dan vraagt hij de rechter om nog eenmaal zijn muziek te mogen spelen en de viool wordt gehaald. Iedereen danst en springt en de rechter en de jood het hardst. De rechter zegt dat de man zal blijven leven, als hij stopt met spelen, en de knecht laat de jood zijn leugen bekennen. De jood bekent dat hij het geld gestolen had. De jood wordt als dief opgehangen.

## Achtergronden
- Het sprookje komt uit Paderborn.

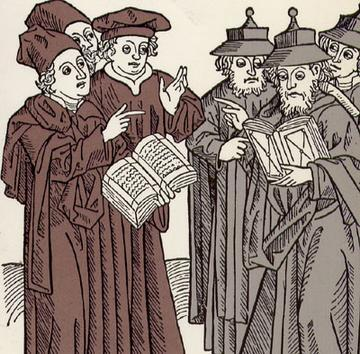
Christenen en Joden in Duitsland. De Joden (rechts) dragen de voor Joden verplichte Jodenhoed (15e eeuw).

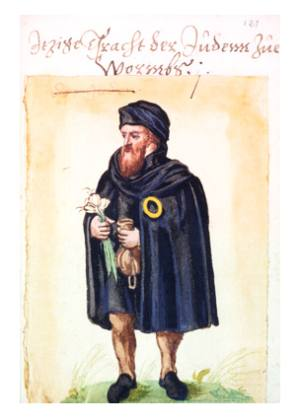
Joodse man in Worms met het voor Joden verplichte gele teken, de jodenring op zijn mantel. Hij draagt een zak met geld en knoflookstrengen - symbolen die vaak gebruikt werden bij de afbeelding van Joden (16e eeuw).

- Het sprookje is samengesteld uit mondelinge overleveringen en varianten in de literatuur. In twee analoge sprookjes is de danser een monnik die is weggelopen uit het klooster in plaats van een jood.
- In sprookjes worden eigenschappen vaak gekoppeld aan bepaalde groepen of beroepen;
  - boeren zijn vaak dom
  - dochters zijn vaak onderdanig
  - een kleermaker is vaak handig
  - koningsdochters zijn vaak mooi
  - stiefmoeders zijn vaak slecht
  - joden zijn vaak onbetrouwbaar
- Joden werden door de eeuwen heen buitengesloten door het toenemende aantal christenen in Europa. In de Middeleeuwen was het verboden voor christenen om geld uit te lenen en daarvoor rente te vragen. Dit eindigde in de praktijk het lenen in veel landen. Echter konden joden, die deze regels niet hoefden te volgen, wél nog rente eisen. Veel van hen zochten hierdoor werk in de geldhandel, waardoor ze nog minder populair werden. Tijdens pestepidemieën waren ze een van de vele zondebokken (zie bijvoorbeeld Balavignus en Zwarte Dood).
- Vaak werd in vertalingen de Sefardische jood vervangen door een moor, vanwege de gelijkenis.
- Ook in De goede ruil (KHM7) speelt een jood een stereotiepe rol.
- In De heldere zon brengt het aan het licht (KHM115) wordt de jood wel in verband gebracht met geld, maar hier heeft hij verder geen negatieve rol.
- Dansen in een doornhaag komt ook voor in Vrijer Roland (KHM56).
- Drie wensen komen ook voor in Vrolijke Frans (KHM81), Speelhans (KHM82), De arme en de rijke (KHM87) en De witte en de zwarte bruid (KHM135).
- Drie toverdingen komen ook voor in Tafeltje dek je, ezeltje strek je en knuppel uit de zak (KHM36), De ransel, het hoedje en het hoorntje (KHM54), De gouden gans (KHM64), De koning van de gouden berg (KHM92), De raaf (KHM93), De waternimf in de vijver (KHM181) en Het klosje, de schietspoel en de naald (KHM188).
- Het kleine, grijze of oude mannetje treedt vaak op als helper van de mens, maar kan ook boosaardig zijn. Denk ook aan een kabouter, dwerg, gnoom, trol of onderaardse geest. Zie hiervoor ook De drie mannetjes in het bos (KHM13), Het zingende botje (KHM28), De kabouters (KHM39), Repelsteeltje (KHM55), De bijenkoningin (KHM62), De gouden gans (KHM64), Het aardmanneke (KHM91), Het water des levens (KHM97), De geest in de fles (KHM99), Vogel Grijp (KHM165), Sterke Hans (KHM166) en De geschenken van het kleine volkje (KHM182).
- Vergelijk ook de streken van Tijl Uilenspiegel.
- De reddende laatste wens komt ook voor in Het blauwe licht (KHM116).